# Donato Veraldi
Donato Tommaso Veraldi (ur. 12 stycznia 1941 w Soveria Simeri) – włoski polityk, parlamentarzysta, poseł do Parlamentu Europejskiego VI kadencji, prezydent Kalabrii (1994–1995).

## Życiorys
Ukończył studia prawnicze, praktykował w zawodzie adwokata. Działał w Chrześcijańskiej Demokracji, a po jej rozwiązaniu w połowie lat 90. we Włoskiej Partii Ludowej, z którą w 2002 współtworzył partię Margherita.
Od 1975 do 1985 był radnym rady prowincjonalnej i asesorem w administracji samorządowej w Catanzaro. Następnie wszedł w skład rady regionalnej. W latach 1994–1995 zajmował stanowisko prezydenta Kalabrii. Od 1996 do 2006 był członkiem Senatu XIII i XIV kadencji.
W maju 2006 objął wakujący mandat posła do Europarlamentu z listy Drzewa Oliwnego. Przystąpił do grupy Porozumienia Liberałów i Demokratów na rzecz Europy, pracował m.in. w Komisji Rolnictwa i Rozwoju Wsi. W PE zasiadał do lipca 2009. W 2007 wraz ze swym ugrupowaniem wstąpił do Partii Demokratycznej.